# Marija Reka
Marija Reka este o localitate din comuna Prebold, Slovenia.